# 베트남 공산당

베트남 공산당 국기의 망치와 낫

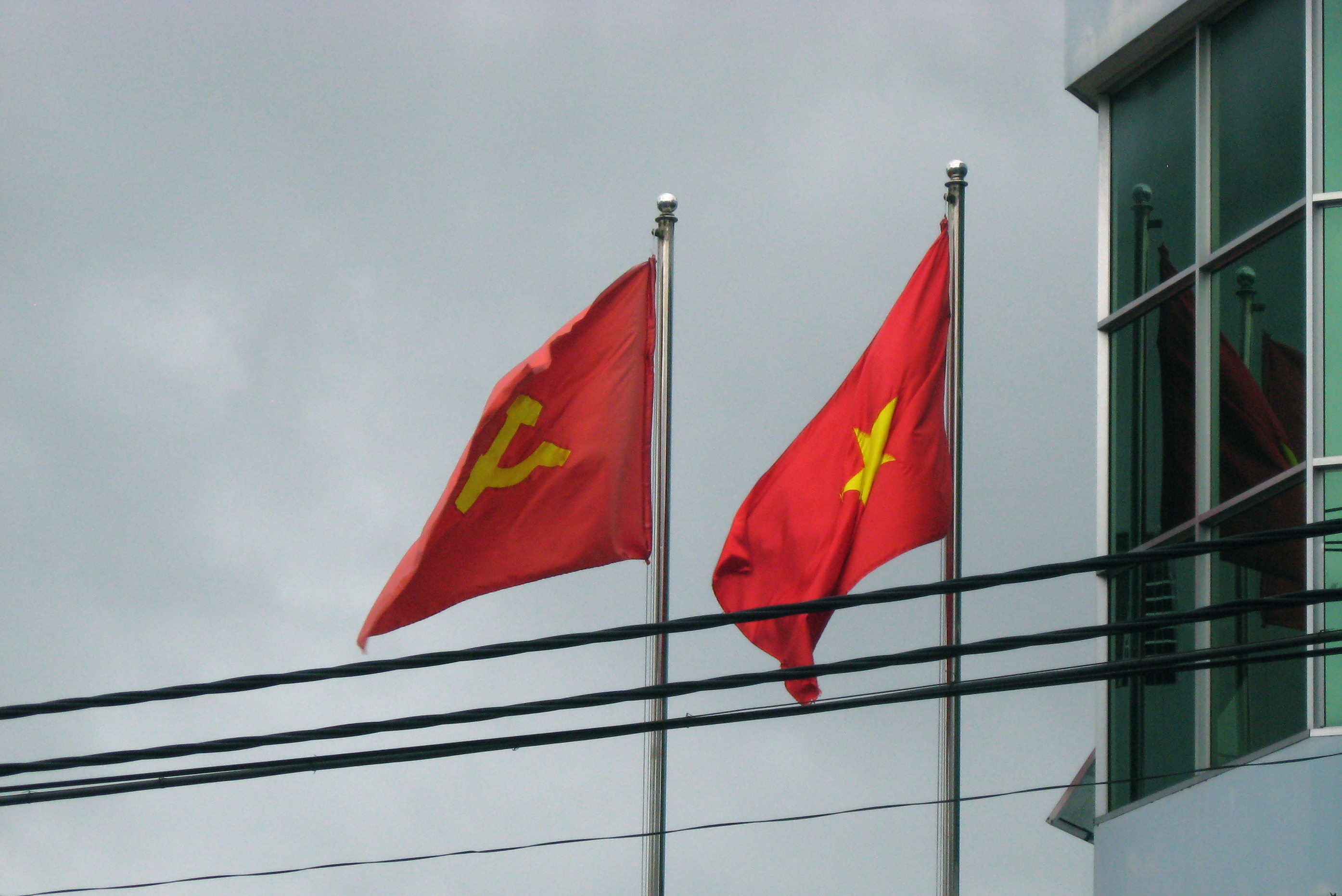
베트남 다낭에서 촬영된 베트남 공산당의 당기와 베트남의 국기.

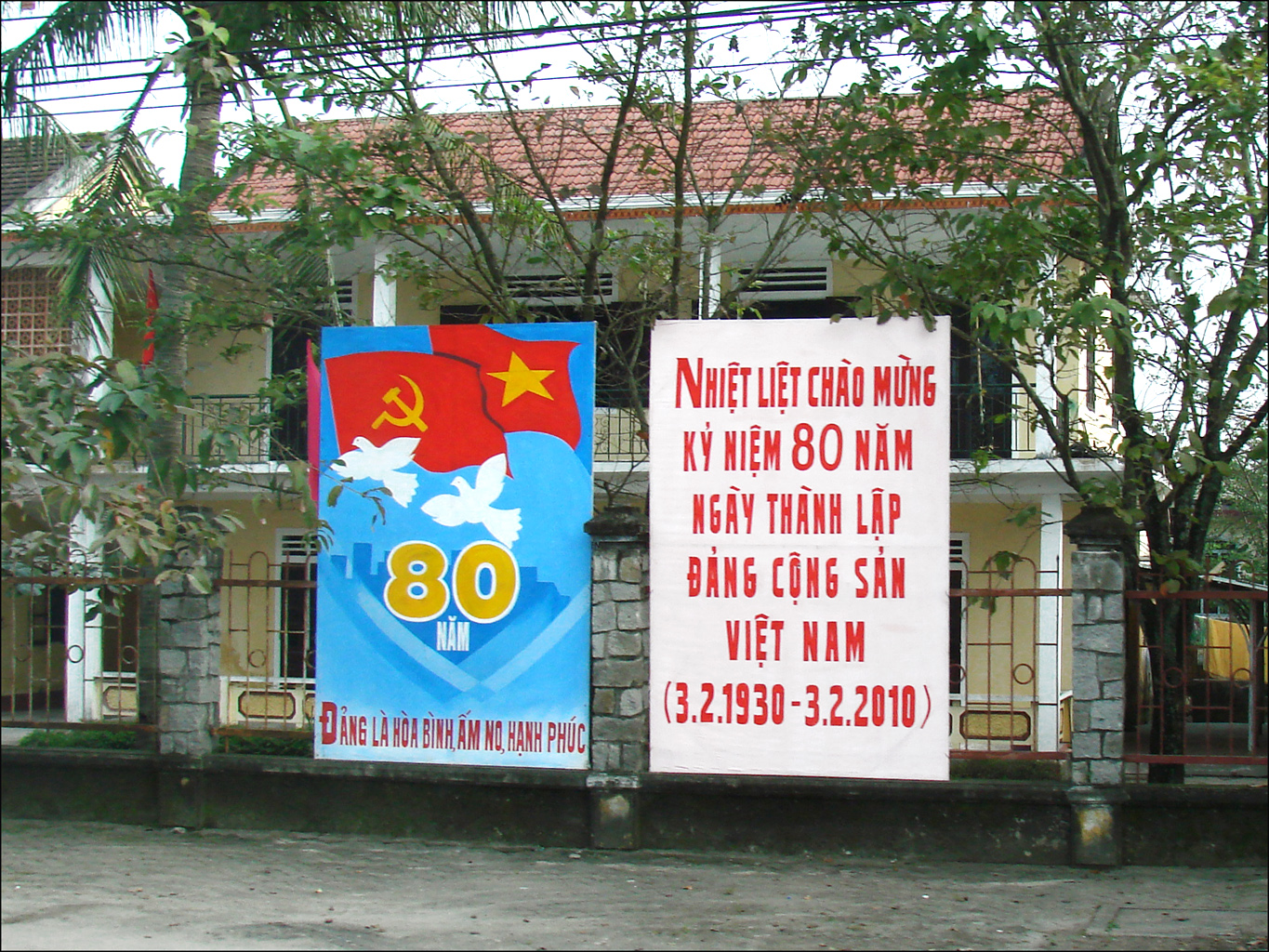
베트남 공산당 창당 80주년 기념 프로파간다 포스터. "평화, 번영과 행복" 이라고 쓰여 있다.

베트남 공산당(베트남어: Đảng Cộng sản Việt Nam당 꽁 싼 비엣 남 / 黨共產越南, 당공산 월남)은 베트남 유일의 합법 정당이다. 베트남 공산당은 1986년 이후 베트남의 개혁·개방 정책인 도이 머이 정책에 의한 시장 경제를 용인, 추진하면서도 마르크스-레닌주의와 호찌민 사상을 정당 이념으로 삼고 있다.

## 명칭
- 1930년 : 베트남 공산당 (편의상 구 베트남 공산당으로 호칭)
- 1930년 - 1945년 : 인도차이나 공산당(ICP)
- 1945년 - 1951년 : (해산)
- 1951년 - 1976년 : 베트남 노동당
- 1976년 - 현재 : 베트남 공산당 (CPV)

## 역사
1930년 2월 3일 코민테른에서 파견된 호치민이 베트남 국내의 여러 급진적 사회주의 정당을 규합해 홍콩에서 베트남 공산당을 창설하였다. 같은 해 10월 〈제1회 중앙위원회〉에서 코민테른의 지시를 받아 《인도차이나 공산당》으로 개칭하였고, 초대 총비서로 쩐푸(Trần Phú)를 선출했다. 1935년에는 〈제1차 당대회〉를 마카오에서 거행했다.
1945년의 베트남 민주공화국(북베트남, 초대 국가주석은 호찌민) 성립 후, 인도차이나 전쟁을 보다 광범위한 기반에서 전개하기 위해 비엣민(베트남 독립 동맹회)에 합류하면서 《인도차이나 공산당》은 해산되었다.
1951년 2월에는 베트남 북부의 뚜옌꽝성에서 〈제2차 당대회〉가 개최되어 호찌민을 당주석으로 하는 《베트남 노동당》을 재발족한다. 1960년의 제3차 당대회는 수도 하노이에서 열렸고, 여기에서 ‘남베트남의 해방’과 ‘북부의 사회주의 건설’을 결의하였다. 1969년 9월 2일 호찌민이 사망하자 공석이 된 당주석의 자리에 당 제일 서기였던 레주언이 직무를 계승했다. 북베트남이 베트남 전쟁에 승리하면서, 베트남 노동당은 〈제4차 당대회〉를 열어 다시 《베트남 공산당》으로 개칭했다.
그러나 1979년에 크메르 루주를 몰아내고 캄보디아에 군사 개입을 하게 되고 국제적으로 고립 상태가 되자 경제적인 어려움이 한동안 계속되었다. 1986년 7월 레주언이 사망하면 쯔엉찐이 서기장이 되었지만 12월 《제6차 당대회》에서 〈도이 머이〉(쇄신) 노선이 건의되어 응우옌반린(Nguyễn Văn Linh)이 서기장이 되었다. 이후는 중국을 모방한 일당독재체제(1988년까지는 헤게모니 정당제, 이후는 일당제)의 유지와 외국투자 도입에 의한 경제성장의 추구가 기본정책이 되었다. 1991년에는 도므어이가 서기장이 되었고, 1997년부터는 레카피에우(Lê Khả Phiêu), 2001년부터는 농득마잉이 서기장을 맡고 있다.
2006년 4월에 열린 〈제10차 당대회〉에서는 그 직전에 발각된 오직 사건으로 교통 운수성 차관이 체포되어서 악화되는 당관료의 부패에 대한 농득마잉 서기장의 책임을 묻는 소리가 강해졌기 때문에, 반대파가 응우옌민찌엣(阮明哲, 당시 호찌민시 당위원회 서기)를 세워 중앙위원의 자유선거로 서기장을 선택하기로 결정되었다. 직전에 찌엣이 사퇴했기 때문에 투표는 행해지지 않고 마잉 서기장은 재임되었지만 이는 당원의 의식 변화를 상징하는 사건으로서 베트남 국외에서 크게 전해졌다.

## 구조
베트남 공산당 당원 수는 2023년 기준으로 약 538만 명이다. 공산당은 5년에 한 번 소집되는 베트남 공산당 전국대표대회에서 중앙집행반(정수 150명)을 선출하며 중앙집행반은 정치부 위원 15명과 비서반 위원 9명을 선출한다. 베트남 공산당 중앙집행반 총비서는 당수에 상당하며 현직 공산당 중앙집행반 총비서는 또람.
당내 서열은 항상 《총비서》가 1위이고, 《국가주석》, 《총리》은 그 다음 서열이다. 다른 일당제 국가와 같이, 당이 국가에 대해서 우위에 서기 위해 국가 직무보다 당 직무 쪽이 의미를 가지는 구조이다. 그러나 베트남 노동당 성립 이후 이 세 개의 직무는 관례적으로 겸임되지 않는 트로이카 체제가 되어 당내 권력의 집중도는 중국 공산당보다 훨씬 약하다. 그렇다고 국가주석이 총비서에게 반발을 못하는 것은 아니다. 헌법상에는 <<국가주석>>이 1위이기 때문에 최소한에 견제 기능은 가지고 있다.

## 같이 보기
- 년 전 (베트남 공산당 기관지)

## 역대 선거 결과

### 총선
| 년도 | 의석 수   | 득표수 | 득표율 |
| ---- | --------- | ------ | ------ |
| 1960 | 421 / 421 | -      | -      |
| 1964 | 366 / 366 | -      | -      |
| 1971 | 420 / 420 | -      | -      |
| 1975 | 424 / 424 | -      | -      |
| 1976 | 492 / 492 | -      | -      |
| 1981 | 496 / 496 | -      | -      |
| 1987 | 496 / 496 | -      | -      |
| 1992 | 395 / 395 | -      | -      |
| 1997 | 384 / 450 | -      | -      |
| 2002 | 447 / 498 | -      | -      |
| 2007 | 450 / 493 | -      | -      |
| 2011 | 454 / 500 | -      | -      |
| 2016 | 473 / 494 | -      | -      |
| 2021 | 485 / 499 | -      | -      |